# 알렉산테리 사르발라

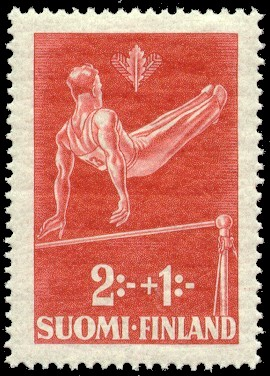

알렉산테리 사르발라(핀란드어: Aleksanteri Saarvala, 1913년 4월 9일 - 1989년 10월 7일)는 핀란드의 체조 선수였다. 그는 1936년 베를린 하계 올림픽때 철봉에서 금메달을 땄고, 단체 종합에서 동메달을 땄다.

## 1948년 올림픽
사르발라는 1948년 런던 하계 올림픽때 철봉에서 4위를 했고, 단체 종합에서 17위를 했다. 핀란드 대표팀이 금메달을 땄지만, 그는 메달을 따지 못했다.

## 참조
1. ↑  "1936년 베를린 하계 올림픽 – 체조" 보관됨 2007-08-27 - 웨이백 머신 databaseOlympics.com (2008년 3월 29일)